# Bartolomeo Bimbi
Bartolomeo Bimbi (Settignano, 15 maggio 1648 – Firenze, 14 gennaio 1729) è stato un pittore italiano.

## Biografia
Fu allievo di Lorenzo Lippi e di Onorio Marinari, in seguito proseguì la sua formazione a Roma presso Mario de' Fiori. Si dedicò al genere della natura morta, rappresentando ogni specie di cose inanimate, prevalentemente a servizio di Cosimo III de' Medici e poi della figlia l'Elettrice Palatina Anna Maria Luisa de' Medici.
I soggetti dei suoi quadri non si limitano solo ai soggetti tradizionali di fiori e frutta ma rappresentano "meraviglie di natura", agrumi di ogni varietà, conchiglie,  le più strane varietà vegetali ed animali. L'obiettivo del granduca era di catalogare una grande varietà di specie botaniche con mezzi pittorici e a questa opera quasi scientifica, Bimbi si trovò a collaborare con Pier Antonio Micheli, botanico di corte.
Per la corte granducale eseguì anche grandi tele destinate alle ville dell'Ambrogiana e della Topaia. Bimbi fu, inoltre, autore della collezione Medici Citrus. Un importante nucleo di circa 30 delle sue opere è ancora oggi conservato all'interno della Sezione Botanica del Museo di Storia Naturale dell'Università di Firenze. Molte sue opere si trovano al Museo della natura morta,  al secondo ed ultimo piano della Villa medicea di Poggio a Caiano, insieme a quelle di altri pittori dello stesso periodo.